# Terminal Cidade Tiradentes
Cidade Tiradentes es un terminal de ómnibus de la ciudad de São Paulo. Ubicado en la región este de la ciudad, en la calle Sara Kubitschek, 165 - Cidade Tiradentes. Es atendida por 8 líneas y 22 más de pasaje.

## En operación
| Línea | Prefijo | Destino                                         |
| ----- | ------- | ----------------------------------------------- |
| 309T  | 22      | Terminal Princesa Isabel                        |
| 312N  | 10      | São Miguel Paulista via Guaianazes              |
| 3013  | 10      | Metalúrgicos                                    |
| 3019  | 10      | Vila Paulista I                                 |
| 3064  | 41      | Santa Etelvina II-B6                            |
| 3066  | 10      | Vila Yolanda via Dom Angélico                   |
| 3539  | 21      | Terminal Parque Dom Pedro II via Metrô Itaquera |
| 4092  | 10      | Cidade Tiradentes Sector II-B                   |

## Líneas de pasaje
| Línea | Prefijo | Terminal Primaria          | Terminal Secundária                                           |
| ----- | ------- | -------------------------- | ------------------------------------------------------------- |
| 309T  | 10      | Cidade Tiradentes          | Terminal Princesa Isabel via Aricanduva                       |
| 374T  | 10      | Cidade Tiradentes          | Metro Paraíso (Hasta Metro Vergueiro) via Terminal São Mateus |
| 374T  | 21      | Terminal Cidade Tiradentes | Museu do Ipiranga                                             |
| 374T  | 22      | Terminal Cidade Tiradentes | Ipiranga                                                      |
| 3064  | 10      | Cidade Tiradentes          | Estación Guaianases de CPTM                                   |
| 3065  | 10      | Cidade Tiradentes          | Terminal São Mateus                                           |
| 3391  | 51      | Cidade Tiradentes          | Vila Prudente via Term.S.Mateus                               |
| 3539  | 10      | Cidade Tiradentes          | Terminal Parque Dom Pedro II                                  |
| 3539  | 31      | Cidade Tiradentes          | Terminal Parque Dom Pedro II via Guaianazes                   |
| 3539  | 51      | Cidade Tiradentes          | Terminal Parque Dom Pedro II via Prq.do Carmo                 |
| 3720  | 10      | Cidade Tiradentes          | Metro Tatuapé via Aricanduva                                  |
| 3781  | 10      | Cidade Tiradentes          | Metro Penha via Aricanduva                                    |
| 3785  | 10      | COHAB Barro Branco         | Metro Itaquera via Rua São Teodoro                            |
| 3786  | 10      | Terminal Metalúrgicos      | Metro Itaquera via Guaianases                                 |
| 3786  | 31      | Cidade Tiradentes          | Metro Itaquera via Rua Luis Mateus                            |
| 3787  | 10      | Cidade Tiradentes          | Metro Itaquera via Rua Nascer do Sol                          |
| 3789  | 10      | Cidade Tiradentes          | Metro Itaquera via Prq.do Carmo                               |
| 3790  | 10      | Barro Branco               | Metro Guilhermina-Esperança                                   |
| 3793  | 10      | Cidade Tiradentes          | Metro Penha via Avenida Aricanduva                            |
| 3794  | 10      | Cidade Tiradentes          | Metro Tatuapé via Avenida Aricanduva                          |
| 4120  | 10      | Barro Branco II            | Terminal Parque Dom Pedro II via Aricanduva                   |

- Datos: Q9086184